# 香港記者協會
香港記者協會（英語：Hong Kong Journalists Association，縮寫：HKJA，簡稱記協）於1968年成立，為國際記者聯盟和國際言論自由交流會成員，為香港記者工會。宗旨為提高新聞自由，要求改善香港記者的工作條件與解決新聞採訪時所遇的障礙。現任主席為前《華爾街日報》記者鄭嘉如。

## 委員會和小組
香港記者協會轄下有執行委員會、操守委員會、新聞自由小組、會員培訓及福利小組、中國關注小組、國際關係小組及刊物小組。
- 執行委員會—香港記者協會組織架構中的最高委員會。
- 操守委員會—由3位經執行委員會選舉出來的會員組成，負責向執行委員會表達意見和接受有關傳媒操守的投訴。
- 新聞自由小組—監察和討論香港的新聞自由狀況，並在須要的時候向香港政府作出建議。
- 會員培訓及福利小組—為會員尋求福利及處理勞資糾紛。
- 中國關注小組—監察中國的新聞自由和本港記者在中國採訪時遇到的障礙。
- 國際關係小組—與國際新聞自由組織聯繫和向來訪的記者、學者和政客提供協助。
- 刊物小組—負責內部刊物的編輯工作，增強會員溝通和提高會員專業水平。

## 會員及記者證申請
根據香港記者協會會章，所有申請人均需經會員擔任介紹人，並提交證明文件，經核實和執委會逐一審批，才能獲批會員資格。另外，只有記協的正式會員，才有資格申請記者證，而成為正式會員的門檻之一，是申請人的總收入須一半以上來自新聞工作，即是正式會員及擁有記者證的人士必須以新聞工作為主要收入來源、受僱於香港傳媒或在香港從事傳媒工作，或從事職前和在職新聞工作訓練等。因此坊間常指香港記者協會只需要付錢便能成為記協會員的說法是完全不成立的，而香港記者協會從來沒有一位會員並非正在或曾從事傳理工作。。

## 争议

### 記者證門檻質疑
2019年7月《逃犯條例修訂》風波期間，資深傳媒人屈颖妍在《點新聞》影片節目中批評反修例的暴力事件時，表示有記者經常站在「港獨暴徒和香港警察中間」及「濫用新聞自由阻攔警察執法」，又認為獲得「記者證」及記者身分的方式「很可笑」，因為只要加入一個名為香港記者協會，並交納大約150港幣的費用、填表並交上照片便能獲得。她又認為加入香港記者協會的門檻很低，比如寫博客的自由職業者只要在媒體上發表過幾篇文章，或是在香港大專院校修讀新聞系的學生都可以申請加入，相關論述後來被中國官方媒體《環球時報》轉載
。同時，網上流傳關於記協記者證資格的流言，宣稱記協「現在特別降價優惠」、申請記者證「完全沒有門檻」等，記協作出澄清並強烈譴責不實謠言。
2019年8月23日，香港中聯辦旗下媒體《文匯報》在頭版刑登標題「記協 20 蚊一張證ㅤ易淪暴徒護身符」的「獨家報道」，指「揭發」記協會疑濫發會員證，報道指《文匯報》兩名記者分別扮成學生及自由撰稿員到記協當卧底，宣稱發現「記協會員證的申請門檻甚為寬鬆，其中學生會員證只需付 20 元就得手」，然而該兩名記者只是詢問申請程序，並無申請記協會員資格。同日下午，記協發表公開信反駁《文匯報》，指出該會現時只有59名學生會員，他們全是本地新聞或傳播系的學生，而且學生會員不能申請記協記者證；而自由撰稿人則需要提交證明收入來源的已刊登作品，有需要時甚至要提交服務合約或其他收入證明，要求《文匯報》撤回有關不實言論。此外，記協亦在其臉書專頁發「尋人啟事」，指日前有人到會址詢問入會，但因無遞交申請表故無法審批，對方亦無法測試審批是否寬鬆，呼籲《文匯報》記者「快來加入記協，捍衛新聞自由」。

### 付国豪及陈晓前事件
在付国豪遇袭事件后，香港记者协会曾呼籲中国内地的新闻工作者“在港采访大型示威活动时，应该清楚展示其记者证件，以方便市民辨认”。之后不久，在2019年8月20日的香港警方记者会上，广东广播电视台的记者陈晓前被發現在記者會不做筆記，且不时用手机拍摄在场记者大头照，并上传至微信，引起其他記者的懷疑。其中一名于姓記者在記者會結束後，上前詢問陳曉前是哪間傳媒，陈晓前回答自己是廣東廣播電視台記者，于姓記者續問她剛才有沒有拍攝在場記者的容貌，她做出從左掃向右的手勢，于姓記者認為她的意思可能是表示自己在拍攝全景照，經續問後依然是同樣的手勢回應。于姓記者隨後出示自己記者證，稱自己是《蘋果日報》記者，續問她「介不介意出示記者證？」陳曉前沒有問答，收拾物件後走向警察公共關係科職員，被于姓記者追問。记者们会后围堵她，怀疑她是“假记者”。
陈晓前事件發生時在場的《蘋果日報》于姓記者先生對《端傳媒》表示，他當時最關心的是核實陳曉前的身份，他指出陈晓前在記者會不做筆記、不舉手發問和拍攝記者的手法令他心生懷疑，又提及最近香港發生的一連串襲擊記者的事件，令記者在新聞現場加倍警惕和注重人身安全（在反對《逃犯條例》修訂運動期間，有多名記者在採訪時遭到阻擾和毆打）。他又指，即使主辦方沒有要求，新聞機構記者也應該在香港的正式採訪場合隨身攜帶記者證，因為此舉是在香港採訪的傳媒基本操守。

#### 記協及學者評論
香港大學法律學院客席副教授甄美玲指，在香港採訪新聞時並非必須配帶記者證，但是在一些場合配帶記者證可免卻向陌生人或執法人員解釋自己的記者身份。她指出《警察通例》提及警方在新聞現場如需識別記者身份，根據的是新聞機構發出的證件、香港記者協會和香港攝影記者協會發出的會員證，但未有規定必須持有記者證。她提及香港記者近來在示威現場時，為了方便採訪以及希望警察在驅散行動時能區分記者和示威者，已習慣把胸前掛上記者證，然而一些警察仍指記者阻礙執行職務，甚至質疑記者證的真偽。甄美玲又指出，中國內地與香港不同，在香港當記者沒有統一的要求，也不像中國內地般有「合法採訪」的規範，這是香港能享有採訪自由和新聞自由的基本條件，但如此不代表香港記者並不專業。
香港記者協會主席楊健興指，拍攝記者樣貌不是在香港常見的做法，他指出香港正處於政治混亂、敏感的時期，記者在期間亦多次被針對，又建議拍攝記者前可先詢問對方的意願。楊健興又批評《大公報》、中國內地官媒及陳曉前在微信的敘述是「上綱上線」，不公平地將香港記者形容為「好粗魯、不禮貌」的人，他指出陳曉前沒有尊重香港記者，不採訪警方而拍攝記者的舉動令人奇怪，他認為在拍攝前可詢問對方，給香港記者基本的尊重。

#### 中國大陸媒體論述
有中國大陸网民和媒体認為，2019年9月初香港警察对「假记者」进行搜查後，香港记者协会却指出“在香港，当记者没有统一的要求”、“不宜动辄捉拿假记者，或要求记者在采访时必须配备认可的记者证”，是“双重标准”，其中环球网形容香港记者协会是「自打脸」。
2019年9月6日，中國官方媒體《人民日報》在其官方微博發表文章，批評及聲稱香港记者协会曾在聲明提醒記者採訪時展示記者證，但及後在9月2日一篇文章又指，不宜要求記者在採訪時，必須配備認可的記者證，否則香港無法享有真正新聞自由，是「健忘」及「雙重標準」。香港記者協會對此作出回應，指9月2日在臉書專頁分享的文章，是轉載自法律學者甄美玲博士的博客文章，又指出記協專頁及記協官方網頁一直以來經常分享與業界相關和感興趣的消息和文章。記協又表示協會本身從未要求記者必須配備記者證才能夠採訪，因此不存在「健忘」或「雙重標準」。

### 被批評滲透校園拉攏學生
2021年9月14日，保安局局長鄧炳強接受《大公报》專訪，點名批評記協，指記協倡議所謂「人人是記者」，有違專業道德，又批評記協滲透校園，拉攏「學生記者」入會，13歲學生無受訓練亦是記者，與外界期望不同，又指記協執委會集中在幾個媒體，有很多學生在內，令人質疑其代表性。
記協主席陳朗昇回應指，鄧炳強過往擔任警務處處長時，曾確立新闻自由受《基本法》保障，不知為何擔任保安局局長後，就不明白此原則，過往警務處都曾安排小記者到警署採訪，當時鄧炳強都曾接受訪問。陳又指，學生記者並非問題，問題在於他們身處甚麼環境，記協的態度明確，如果學生記者身處危險的環境，將要警惕，記協會勸喻他們遠離。陳認為，社會應該反思，為何學生都要到前線採訪，是否他們擔心真相未能在媒體中反映，因此想親自到現場了解。陳指出，記協只有不足60名學生會員，記協對於會員有嚴格規定，執委會認真嚴格審查每宗入會申請，質疑鄧炳強所說，記協內有很多學生是錯誤資訊，又批評鄧炳強指記協「滲透」校園，用字情緒性，並不理想。
9月15日，保安局局長鄧炳強指，他對記者協會的質疑，並非他個人，社會很多人亦有相關質疑，包括記協是否政治中立、有無政治傾向。鄧炳強指出，過往例如蘋果日報或立場新聞的記者，宣稱受不公平對待，記協第一時間出來譴責，但相對《東方日報》記者被傳媒老闆刑事恐嚇，記協採取不同態度，做法令人質疑。對於記協認為所有市民都有採訪權，鄧炳強質疑採訪是否代表是記者，他認為記者應受專業訓練、經過考核，亦有信念、價值觀及操守，但如果任何人例如13歲學童都是學生記者，反問記者有無專業性，對受專業訓練的記者是否不公平。鄧炳強又認為，記協應主動澄清，有無進入校園宣揚政治傾向，並建議應公開過去收到的金錢來源，包括是否外國政治團體等捐款，同時亦應開誠布公，公開撇除個人資料後的會員名單，以釋除疑慮，讓社會還記協清白。鄧炳強指，他只是對記協作出建議，不認為施壓，如記協感到委屈，可開誠布公。鄧炳強又認為，他將有關質疑說出很合理，如記協作為專業團體，沒有這個氣量，他感到失望。
記協回應指，鄧炳強的建議邏輯混亂，令人百思不得其解。記協指，希望局長明白，會員所任職的傳媒機構屬個人資料的一部分，因此無法推敲出如何在「撇除個人資料」下，公布會員來自哪家媒體。記協重申，根據《個人資料（私隱）條例》，未經當事人同意，不能披露會員個人資料，若要求記協應公開會員名單或所屬機構以釋公眾疑慮，實在有鼓吹違反《私隱條例》之嫌。另外，記協指，截至2021年9月15日下午2時，有效會員有486人，包括331名正式會員、22名附屬會員、34名公關會員，56名學生會員，另外共有43名退休及永久會員。記協亦指，會員來自多間傳媒機構，會籍有效期為一年，會員需要每年續會，若會員所任職的傳媒機構已停業、或會員已離開傳媒行業，則不能續會。
記協主席陳朗昇回應指，記協受職工會登記局規範，每年財政狀況及會員名單亦在會員大會交代，有關部門有權調查，並監管記者有無符合會章要求行事，若記協做不到，會有刑事責任。陳朗昇又指，記協並無獲會員授權公開會員名單的資料，如公開將違反《私隱條例》，因此記協不會這樣做。陳朗昇強調，記協沒有收取過外國勢力的一分一毫，財政狀況均有向會員大會及相關政府部門提交，亦有會計師進行核數，內容並非秘密，政府部門有機制查閱，對保安局繞過相關部門來向記協問責表示不理解。對於鄧炳強指記協滲透校園，陳朗昇對有關言論表示有保留。陳朗昇指出，對一個專業新聞團體用「滲透」來形容是不理想，有如指稱少年警訊進入校園就是滲透，也是不理想。陳朗昇解釋，記協過往亦曾到校園舉行講座，建議學生要多看不同背景的傳媒報道，並要抱有少許懷疑的心態看待事情，從來沒有提供政治傾向或立場。陳朗昇又提到，記協在回應傳媒投訴個案時，好重要是掌握基本事實，過往涉及《東方日報》的投訴，由於未掌握到事實，未能即時作出譴責，強調並非因為立場不同，而在處理上有分別。陳朗昇指，市民在《基本法》下享有新聞自由及發表文字的權利，市民有拍攝及發表的權利，將「人人做記者」及記者專業性放在一起討論，是混為一談。陳朗昇指，記協從來沒有違反法例及《香港國安法》，根據會章及職工會登記局相關條例行事，並不擔心當局利用《香港國安法》令記協解散，相信香港是法治地方。陳朗昇指，在目前社會環境，記協預視會面對風高浪急，工作被公眾監察，每個行為要「比白更白」，會繼續捍衛新聞自由及記者權利的工作。陳朗昇又指，記協歡迎溝通，亦曾就國安法以及查冊問題約見官員，一直沒有回覆，亦無中間人接觸記協。陳朗昇又指，記協從來都是開誠布公，無事情隱瞞。對於保安局局長鄧炳強指並非施壓，只是提出自己的想法，陳朗昇指出，保安局局長鄧炳強是有公權力的人，負責政府事務，市民聲音應由民意機構等代表，希望局長了解自己的權力。陳朗昇又指，尊重公民社會其他機構的解散決定，記協不會低估面對的壓力及困難記協，亦無違反香港任何法律，認為新聞自由很重要，記協會繼續堅持，不會輕言解散，一定會堅持到最後一刻。
9月18日，警務處長蕭澤頤指，記協曾經倡議「人人做記者」，以及對持不同意見的傳媒「選擇性失聰」，做法是否專業心中有數，留待公眾評估。對於記協曾澄清，沒有倡議「人人做記者」，被問到警方與記協是否有誤會，以及會否接觸記協，蕭澤頤回應指，歡迎與專業記者溝通，但認為不專業及以政治凌駕專業的團體，有需要檢討。蕭澤頤又指，有人藉機危害國家安全及荼毒年輕人，影響香港安全及治安，警方一定要處理。
就蕭澤頤質疑記協的專業性，記協回應指，無稽之談不會因為反覆背誦而變得鏗鏘。對於蕭澤頤認為記協對持不同意見的傳媒「選擇性失聰」，記協輯錄多份曾發表因應記者採訪時遇襲而發出的聲明，涉及的媒體亦包括《大公报》、《東方日報》、《中通社》、《环球时报》及《無綫新聞》。記協指，官員無視回應而重彈舊調，仿若「選擇性失聰」，認為人貴自重，呼籲官員仔細思考。

### 記協主席被《華爾街日報》辭退
鄭嘉如2021年6月加入記協執委，成為記協骨幹。 鄭嘉如在2024年7月1日，接替《Channel C》多媒體製作主任陳朗昇，出任香港記者協會主席。在 6 月 22 日舉行的週年會員大會當中，鄭嘉如在 111 張整體有效票當中，以 100 票贊成，成功當選。香港記者協會7月17日發出採訪通知，稱鄭嘉如遭華爾街日報無理辭退。記協指，《華爾街日報》曾向鄭嘉如施壓，要求她不要參選記協主席並要求她辭任理事，鄭嘉如當時己拒絕有關要求。她正尋求法律意見，並考慮對《華爾街日報》有可能違反香港《基本法》及《僱傭條例》有關保障員工參與工會及免於受到阻嚇及解僱的權利，作出申訴。鄭佳如透露，《華爾街日報》在5月已經解僱了一批在香港辦公的記者。
18日，香港外國記者會發表聲明，對鄭嘉如因就任記者協會主席而被解僱一事表達關切。香港外國記者會已聯繫《華爾街日報》尋求解僱鄭嘉如的解釋，稱新聞自由是香港《基本法》第27條的法定權利，該條款保障香港人成立和加入工會的權利，敦促《華爾街日報》及相關新聞機構尊重記者加入工會的權利，倡導新聞自由，讓記者不必擔心受到所在報社的懲罰。
18日，國際記者聯合會（IFJ）發文稱，其與其附屬機構香港記者協會站在一起，強烈譴責鄭嘉如被解僱，迫使鄭放棄記協主席只會進一步壓縮香港獨立新聞的空間，並嚴重損害香港基本法所保障的結社和新聞基本自由；全球媒體界必須採取更多行動，支持和倡導香港獨立媒體工作者為維護新聞自由和改善勞工權利所做的工作。
有資深記者在網上發起「一人一信」行動，向《華爾街日報》總編輯Emma tucker致信，批評解僱鄭嘉如的做法明顯違犯勞工法例、香港《基本法》和國際法，包括國際勞工組織公約，並指有關決定令讀者嚴重質疑《華爾街日報》的在報道中國和香港相關議題的公信力。信中要求《華爾街日報》秉持新聞自由和勞工權利原則，以維護媒體聲譽，而違反有關原則和打壓新聞自由的人士需要為此負責。有網民批評《華爾街日報》將正在俄羅斯被關押的記者埃文·格什科維奇(Evan Gershkovich) 推舉為新聞自由象徵。

### 稅局追收記協利得稅逾40萬元
2024年1月25日，記協發聲明指2023年11月底收到稅務局來信，表示將審核2017/18年度的稅務事宜，稅局要求提交部分年度的詳細帳目及補交2017/18至2022/23六個年度的利得稅報稅表。最終，記協收到稅局追收2017/18年度逾40萬元的利得稅通知。
2025年5月，記協主席鄭嘉如亦稱其本人也在稅局追稅之列，今年收到稅局追稅信，指稱她在2018至19年度的應評稅收入比申報金額多約40萬元，要求補繳約46,000元稅款。

### 李家超回應並非針對獨立媒體記者
2025年5月27日，行政長官李家超表示，「所有納稅人都有法律責任準確報稅並按時繳稅」。法律面前沒有行業之分，任何團體或人士都應依法繳納稅款。特區政府查稅的理性監管是維護社會公平公正的體現，並非針對獨立媒體。

## 年報
香港記者協會每年均會編寫及出版《言論自由年報》，講述香港傳媒的新聞自由。該報告受香港外國使節和非政府組織關注，也有外國傳媒引用報告內容來講述香港的新聞自由。2022年初，在《港區國安法》下，他們不再發表該年報，並將官網上歷年年報下架。不過有一群記者組成獨立群組，以匿名方式發表《香港言論自由報告》。

## 外部連結
- 官方网站
- 香港記者協會的Facebook專頁